# Château de Mezzaratta
Le château de Mezzaratta (en italien : Castello di Mezzaraztta), également connu sous le nom de villa Contri est un château de style néogothique situé à Florence (ville métropolitaine de Florence) en Toscane.

## Historique
Le château néo-gothique, doté d'une tour crénelée très élancée, qui se détache sur le fond de la colline de Settignano, a été construit en 1921 par Adolfo Coppedè (it), après le projet similaire de Villa Pagani. Le bâtiment, bien que capricieux et désormais anachronique même par rapport à la renaissance médiévale, montre cette volonté des classes aisées de l'époque de dominer le territoire, avec des tours de guet et des points panoramiques, au nom d'une refonte éclectique du passé.

## Galerie

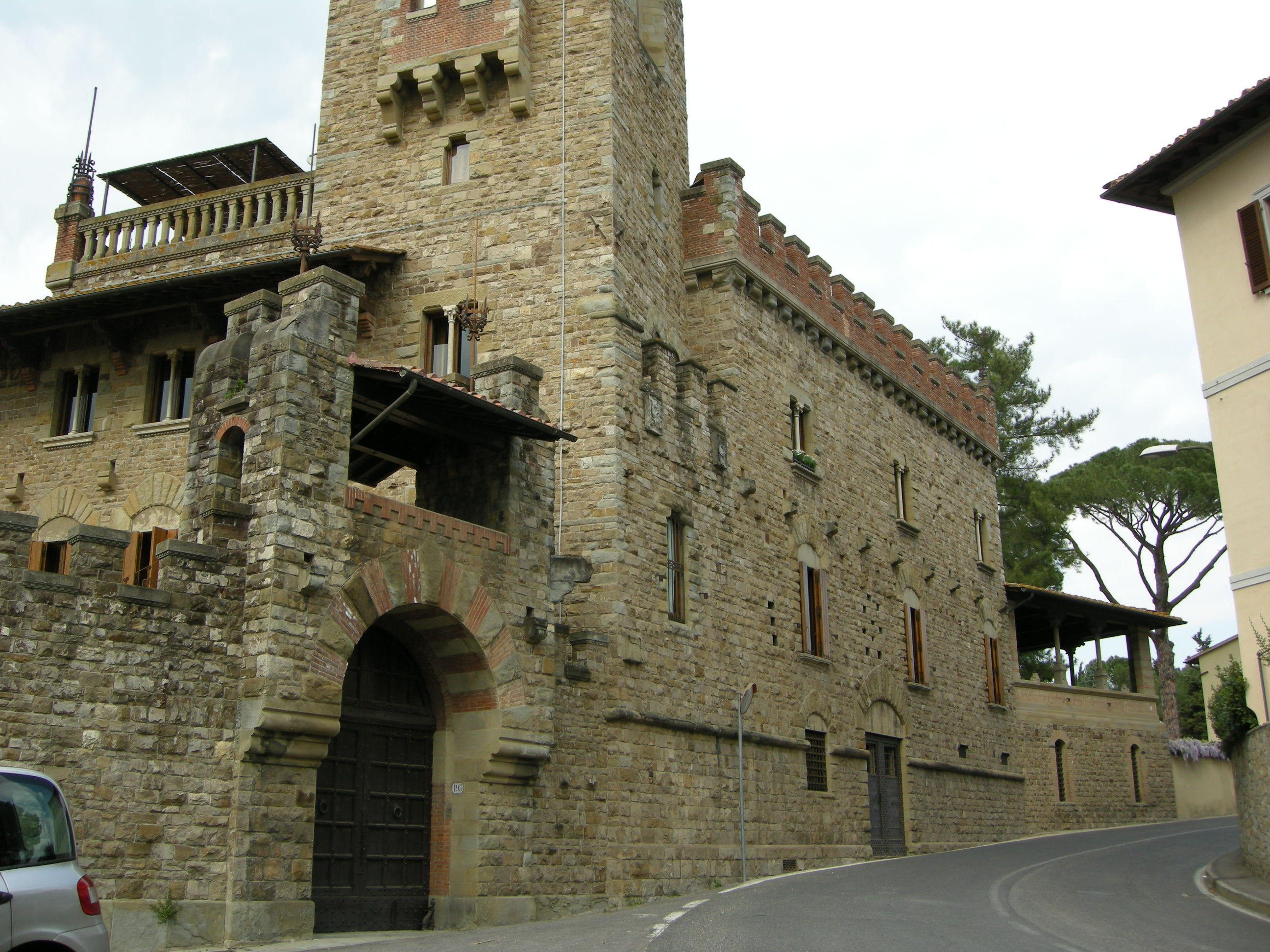
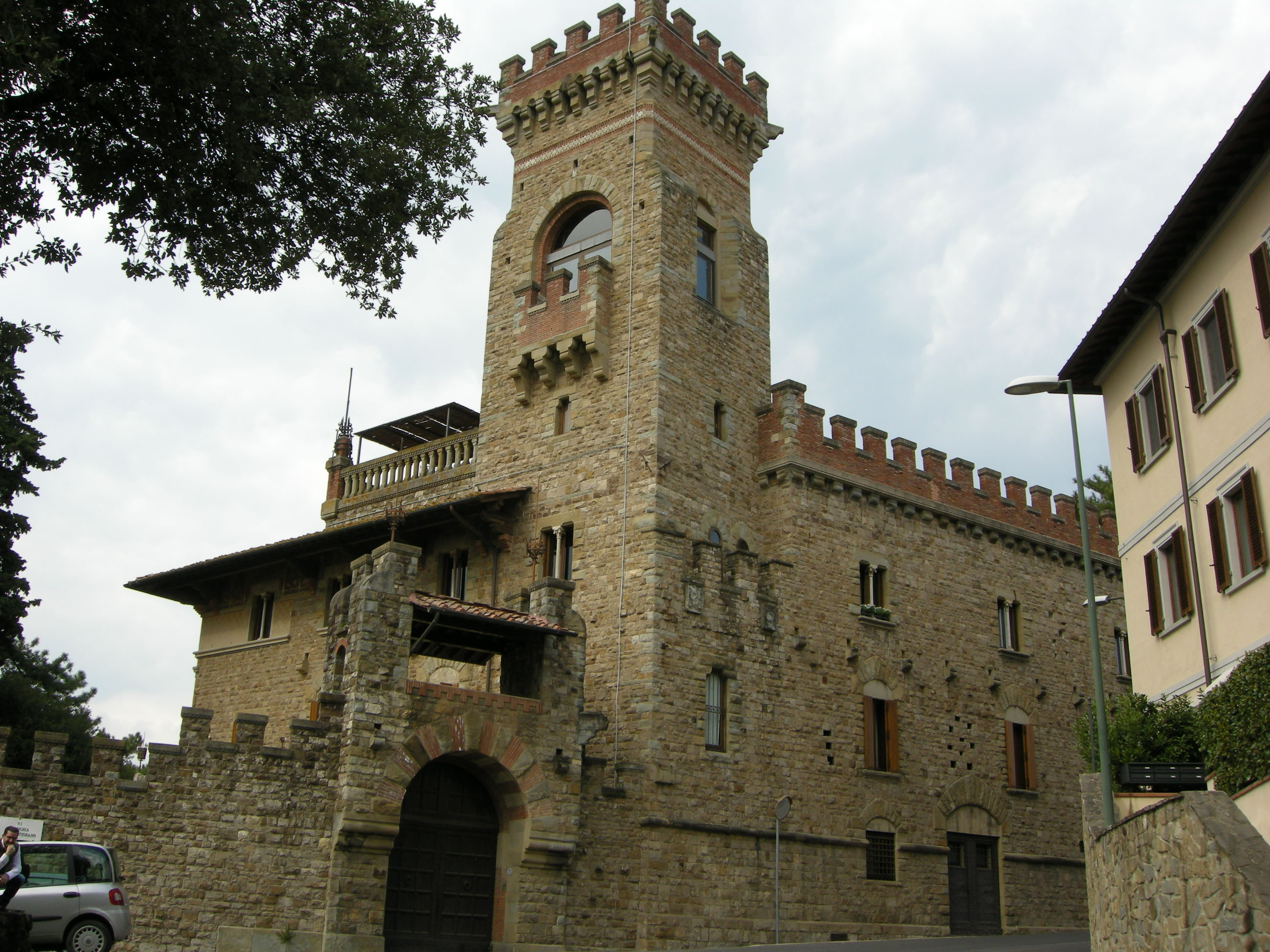